# Сан-квентінська в'язниця
Сан-кве́нтінська в'язниця штату Каліфорнія (англ. San Quentin State Prison) — в'язниця та виправна колонія у штаті Каліфорнія, заснована у 1852 на однойменному мисі недалеко міста Сан-Рафаєль.
Відома завдяки газовій камері, в якій у США страчували злочинців.
Займає площу 1,7 км² на північному узбережжі затоки Сан-Франциско.
Виправний комплекс оцінюється у 100 млн доларів і є найдорожчою в'язницею світу.